# Distrikt San Juan Bautista (Ica)
Der Distrikt San Juan Bautista liegt in der Provinz Ica der Region Ica im Südwesten von Peru. Der am 25. Juni 1876 gegründete Distrikt hat eine Fläche von 26,39 km². Beim Zensus 2017 lebten 13.846 Einwohner im Distrikt. Im Jahr 1993 lag die Einwohnerzahl bei 8553, im Jahr 2007 bei 12.430. Die Distriktverwaltung befindet sich in der 416 m hoch gelegenen Kleinstadt San Juan Bautista mit 1393 Einwohnern (Stand 2017). San Juan Bautista befindet sich am Nordrand des Ballungsraums der Provinz- und Regionshauptstadt Ica, 6 km nördlich von deren Innenstadt. Weitere Orte im Distrikt sind El Carmen (1145 Einwohner) und El Olivo (1236 Einwohner).

## Geographische Lage
Der Distrikt San Juan Bautista liegt zentral im Norden der Provinz Ica. Der – außerhalb des Hauptortes San Juan Bautista – ländliche Distrikt liegt am Fuße der Berge der peruanischen Westkordillere am Westufer des nach Süden strömenden Río Ica. Im Distrikt wird bewässerte Landwirtschaft betrieben.
Der Distrikt San Juan Bautista grenzt im Nordwesten und Norden an den Distrikt Salas, im Nordosten an den Distrikt San José de los Molinos, im Südosten an den Distrikt La Tinguiña, im äußersten an den Distrikt Ica sowie im Südwesten an den Distrikt Subtanjalla.